# Taphozous hilli
Taphozous hilli är en insektsätande småfladdermusart som beskrevs av Darrell John Kitchener år 1980. Taphozous hilli ingår i släktet gravfladdermöss (Taphozous) och familjen frisvansade fladdermöss (Emballonuridae).
Dess artnamn på engelska (Hill's sheath-tailed bat) och på tyska (Hills Scheidenschwanzfledermaus eller die Hill-Scheidenschwanzfledermaus) betyder "Hills skidsvansfladdermus". Fladdermusens vetenskapliga artnamn hedrar zoologen John Edwards Hill (1928–1997) som var aktiv vid Natural History Museum i London.
IUCN kategoriserar arten globalt som livskraftig. Inga underarter finns listade i Catalogue of Life.
Arten lever i centrala Australien. Den vistas i torra landskap, men undviker sandiga öknar. Individerna vilar i grottor, bergssprickor och övergivna gruvor. Per kull föds en unge.
Denna fladdermus skiljer sig från andra släktmedlemmar genom smalare och kortare övre hörntänder samt genom avvikande detaljer i kraniets konstruktion. Djuret blir med svans 8,9 till 10,9 cm lång, svanslängden är 2,6 till 3,4 cm och vikten varierar mellan 20 och 25 g. Öronen är 1,8 till nästan 2,2 cm långa. Håren som bildar ovansidans päls har olika avsnitt som kan vara ljusbrun, brun eller olivbrun vad som ger ett enhetligt brunaktigt utseende utan mönster. Det kan finnas lite päls på svansflyghudens ovansida, och på den del av flygmembranen som ligger mellan armen och halsen, förekommer några glest fördelade hår.
Fortplantningstiden ligger mellan november och april (våren till hösten på södra jordklotet).